# Naturschutzgebiet Böhlen
Das Naturschutzgebiet Böhlen mit einer Größe von 40,68 ha liegt nordwestlich von Medebach. Es wurde 2003 mit dem Landschaftsplan Medebach durch den Hochsauerlandkreis als Naturschutzgebiet (NSG) ausgewiesen. Das NSG ist Teil des Europäischen Vogelschutzgebietes Medebacher Bucht (DE-4717-401). Das NSG ist umgeben vom Landschaftsschutzgebiet Medebach.

## Gebietsbeschreibung
Beim NSG handelt es sich um den Bergrücken Böhlen mit seinem Rotbuchenwald.

## Tier- und Pflanzenarten im NSG
Das Landesamt für Natur, Umwelt und Verbraucherschutz Nordrhein-Westfalen dokumentierte ferner im Schutzgebiet Tierarten wie Gartenbaumläufer, Grauspecht, Rotmilan, Schwarzspecht und Waldschnepfe.
Auswahl vom Landesamt im Schutzgebiet dokumentierter Pflanzenarten wie Besenheide, Echter Wurmfarn, Fuchssches Greiskraut, Gewöhnlicher Dornfarn, Heidelbeere, Himbeere, Knotige Braunwurz, Mauerlattich, Roter Fingerhut, Schmalblättriges Weidenröschen, Wald-Erdbeere und Waldmeister.

## Schutzzweck
Das NSG soll das Waldgebiet mit seinem Arteninventar schützen. Wie bei allen Naturschutzgebieten in Deutschland wurde in der Schutzausweisung darauf hingewiesen, dass das Gebiet „wegen der Seltenheit, besonderen Eigenart und Schönheit des Gebietes“ zum Naturschutzgebiet erklärt wurde.